# Tangerine Dream (musikalbum)
Tangerine Dream är ett studioalbum av Miss Li, utgivet den 10 oktober 2012.
Albumet är inspelat i studio Gröndahl.

## Låtlista
1. Teenager for Life - 3:47
2. Plastic Faces - 3:13
3. Respected Old Man - 3:27
4. Golden Retriever - 3:44
5. All Those Men - 3:05
6. A Darker Side of Me - 3:42
7. It Ain't Over - 2:47
8. My Heart Goes Boom - 3:24
9. Throw It in the Trash Can - 3:20
10. Clever Words - 5:4

## Listplaceringar
| Lista (2012-2013) | Topplacering |
| ----------------- | ------------ |
| Sverige           | 11           |
| Tyskland          | 91           |

### Fotnoter
1. ↑  ”P4 Extra med Lotta Bromé gästas av Miss Li” (på svenska). Sveriges Radio. 19 september 2012. https://sverigesradio.se/artikel/5277076. Läst 25 januari 2023.
2. ↑  ”Tangerine Dream” (på engelska). Discogs. 13 mars 2012. http://www.discogs.com/Miss-Li-Tangerine-Dream/master/620058. Läst 27 december 2014.
3. ↑  ”Tangerine Dream”. Swedishcharts. 13 mars 2012. http://www.swedishcharts.com/showitem.asp?interpret=Miss+Li&titel=Tangerine+Dream&cat=a. Läst 27 december 2014.